# Gravitone
Il gravitone, o quanto di gravità, è un'ipotetica particella elementare mediatrice dell'interazione gravitazionale, che compare in diversi modelli che mirano a unificare i fenomeni gravitazionali e la meccanica quantistica in un'unica teoria di gravità quantistica. Attualmente tale unificazione non risulta compiuta a causa di un problema matematico riguardante la rinormalizzazione nella relatività generale.
Se il gravitone esiste, si prevede sia privo di massa per via del raggio d'azione infinito della forza di gravità e che si muova pertanto alla velocità della luce; inoltre, deve essere un bosone con spin=2 perché la sorgente della gravitazione è un tensore di secondo ordine, il tensore energia impulso.
Si può mostrare come vi sia una corrispondenza biunivoca tra qualsiasi particella elementare priva di massa con spin pari a 2 e una forza perfettamente uguale alla gravitazione; da ciò consegue che, se venisse scoperta una particella con tali caratteristiche, sarebbe un gravitone. Secondo la teoria delle stringhe, una delle teorie di gravità quantistica, il gravitone è uno stato privo di massa di una stringa fondamentale.

## Storia
Il termine gravitone è stato originariamente coniato nel 1934 dal fisico sovietico Dmitrii Blokhintsev e da F.M. Gal'perin. Paul Dirac reintrodusse il termine in una serie di lezioni nel 1959, notando che l'energia del campo gravitazionale dovrebbe trovarsi sotto forma di quanto. L'ipotesi della mediazione dell'interazione gravitazionale attraverso particelle era stata anticipata da Pierre-Simon Laplace. Proprio come l'anticipazione dei fotoni da parte di Newton, i "gravitoni" previsti da Laplace avevano una velocità maggiore della velocità della luce nel vuoto, che è invece la velocità dei gravitoni prevista dalle teorie moderne.

## Teoria
Dato il grande successo dei quanti nel descrivere le forze fondamentali, è sembrato naturale che lo stesso metodo potesse funzionare bene anche per la gravità. Secondo alcune teorie il movimento di un corpo produrrebbe un segnale di informazione che impiega un tempo rapidissimo, ma comunque non nullo, per arrivare all'altra massa interagente (secondo la relatività ristretta sarebbe uguale alla velocità della luce) e adeguare la forza di gravità alla nuova distanza fra i due corpi. Secondo altri punti di vista, come il Teorema di non-località di Bell, fra due masse e relativi gravitoni esisterebbe un legame permanente fuori dal continuo spaziotemporale.
Nelle varie teorie i gravitoni devono esercitare sempre una forza attrattiva e agire a qualsiasi distanza in accordo con le caratteristiche della gravità. Dal punto di vista quantistico queste caratteristiche definiscono un bosone con spin 2 e massa a riposo zero che definisce un campo tensoriale. Nella gravità quantistica i gravitoni svolgerebbero lo stesso ruolo dei fotoni,  i quanti del campo elettromagnetico, nell'ambito dell'elettrodinamica quantistica, dove vengono continuamente creati e distrutti da tutte le particelle cariche e interagendo con esse producono la familiare forza elettromagnetica.
Sono stati fatti molti tentativi di introdurre il gravitone, anche se la formalizzazione matematica non è priva di ostacoli. Una teoria di questo tipo richiederebbe al gravitone di operare in maniera simile al fotone, ma contrariamente all'elettrodinamica, dove i fotoni agiscono direttamente solo sulle particelle cariche, i gravitoni dovrebbero interagire anche fra di loro oltre che con tutte le altre particelle. Ad oggi tutti i tentativi di creare una teoria quantistica coerente per la gravitazione si sono dimostrati problematici. Si deve anche notare che una teoria della gravità quantistica non richiede necessariamente un gravitone; ad esempio la teoria LQG, (loop quantum gravity, gravitazione quantistica a loop) non ha una particella analoga bensì i gravitoni appaiono come modificazioni topologiche del tessuto spaziotemporale.
La rilevazione di un gravitone, qualora esistesse, si dimostrerebbe abbastanza problematica in quanto tali particelle interagirebbero molto debolmente.

## Gravitoni e rinormalizzazione
Nel descrivere le interazioni tra i gravitoni, la teoria classica dei diagrammi di Feynman e le correzioni semiclassiche come i diagrammi a un loop si comportano normalmente. Tuttavia, i diagrammi di Feymann con almeno due loop portano ad una divergenza ultravioletta. Questi risultati infiniti non possono essere risolti poiché la relatività generale quantizzata non è rinormalizzabile in modo perturbativo, a differenza dell'elettrodinamica quantistica e dei modelli come la teoria di Yang-Mills. Pertanto, si ottengono dei risultati non validi attraverso il metodo delle perturbazioni con cui i fisici calcolano la probabilità che una particella emetta o assorba gravitoni, e la teoria dunque perde di veridicità predittiva. Questi problemi e il quadro di approssimazione complementare sono i motivi per cui si ritiene necessaria una teoria più unificata della relatività generale quantizzata per descrivere il comportamento della gravità vicino alla scala di Planck.

## Energia e lunghezza d'onda
Sebbene si presuma che i gravitoni siano privi di massa, trasporterebbero comunque energia, come qualsiasi altro quanto. L'energia dei fotoni e l'energia dei gluoni sono sempre trasportate da particelle prive di massa. Non è chiaro quale variabile potrebbe determinare l'energia del gravitone, cioè l'energia trasportata da un singolo gravitone.
Alternativamente, se i gravitoni hanno massa, l'analisi delle onde gravitazionali ha prodotto un nuovo limite superiore per la massa dei gravitoni. La lunghezza d'onda Compton del gravitone è di almeno {\displaystyle 1,6\times 10^{16}m}, o di circa 1,6 anni luce, corrispondente ad un gravitone di massa non superiore a {\displaystyle 7,7\times 10^{-23}eV/c^{2}}. Questa relazione tra lunghezza d'onda e massa/energia è calcolata utilizzando la legge di Planck, la stessa legge che mette in relazione la lunghezza d'onda delle onde elettromagnetiche e l'energia del fotone.